# Зіновать руська
Зінова́ть ру́ська (Chamaecytisus ruthenicus) — отруйна багаторічна рослина родини бобових. Медоносна, лікарська, декоративна й фітомеліоративна культура.

## Опис

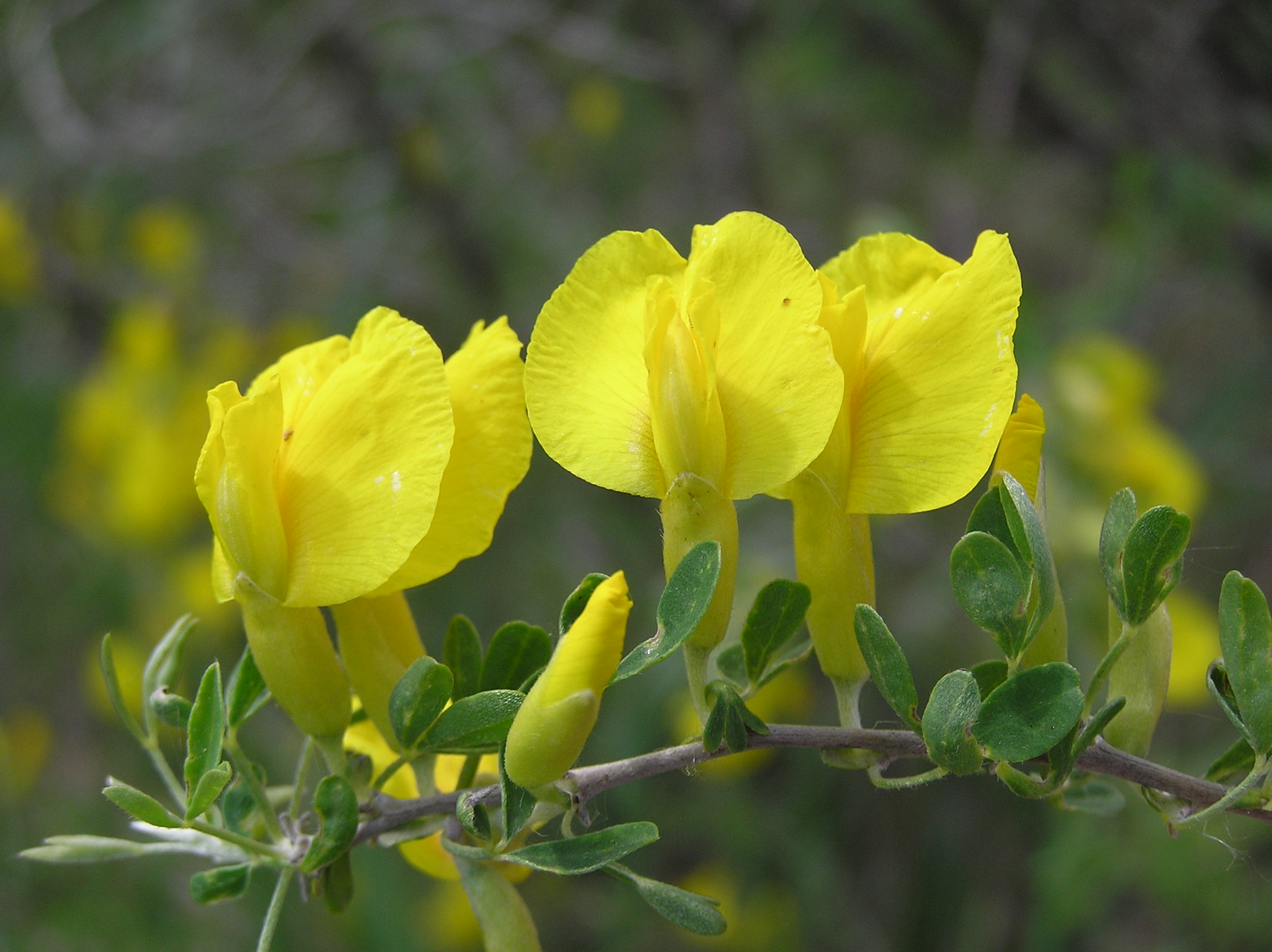
Квітки

Напівчагарник 60–180 см заввишки з прямостоячими, прутоподібними, малооблистненими пагонами. Стебло у верхній частині вкрите прилеглими короткими сіруватими волосками, внизу голе. Листки чергові, черешкові, трійчасті, невеликі. Листочки (4–5 мм завширшки) довгасто-оберненояйцеподібні, зісподу сріблясто-сірі від більш-менш густого шовковистого запушення. Листочки цілокраї, на коротких черешках.
Квітки неправильні, пазушні, зібрані по 2–5 в багатоквіткові колосоподібні суцвіття. Квітконіжки при основі з круглястими приквітками. Оцвітина подвійна. Чашечка трубчаста, зрослолиста, вкрита прилеглими шовковистими волосками, з двома верхніми і трьома нижніми зубчиками. Віночок метеликового типу, роздільнопелюстковий, золотисто-жовтий. Пелюстки 23–28 мм завдовжки. Човник звичайно тупий. Тичинки (десять) зрослися тичинковими нитками в трубочку. Маточка одна, стовпчик один, шилоподібний, на верхівці загнутий всередину. Приймочка головчаста, зав'язь верхня.
Плід — лінійний, притиснутоволосистий біб.

## Поширення
Зіновать руська розповсюджена по всій Україні, а також у Азербайджані, Білорусi, Грузії, Казахстанi, Молдові, Польщі, і Росії (в Азії і в Європі).
Росте зіновать руська у хвойних і мішаних лісах, на галявинах, лісосіках. Світлолюбна рослина. Цвіте у травні — липні.

## Близький вид
За морфологічними ознаками зіновать руська подібна до зіноваті Цінгера (Chamaecytisus zingeri (Nenjuk.) Klaskova syn. Cytisus ruthenicus var. zingeri Litv.) Цей вид відрізняється від зіноваті руської сланкими або висхідними гілками з колючками, дрібнішими пелюстками (4б-23 мм) і майже голою чашечкою. Росте в соснових лісах, на пісках (А1-2), на Поліссі та в Лісостепу. Цвіте у червні — липні. Світлолюбна рослина.

## Практичне використання

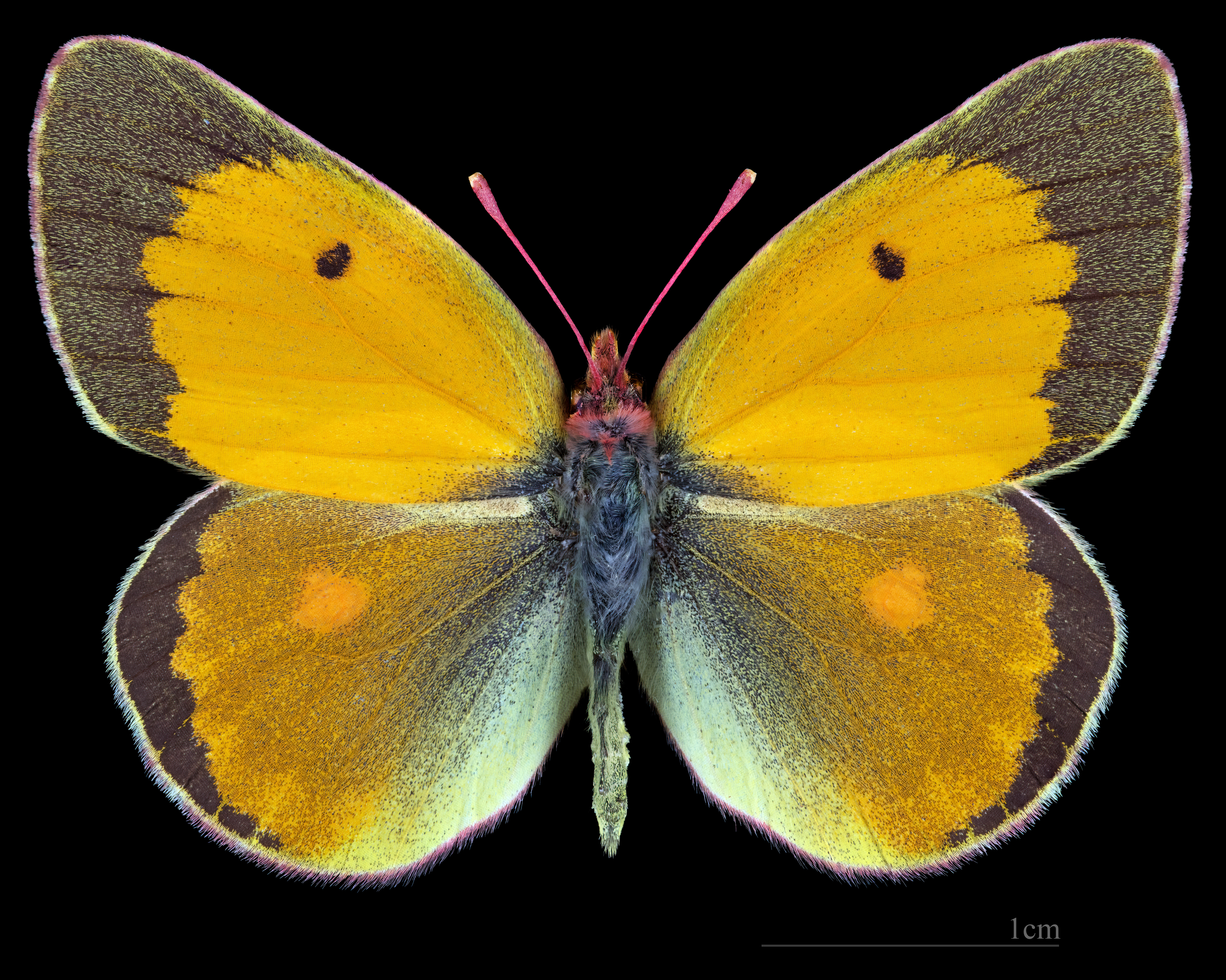
Рідкісний зникаючий вид денних метеликів — Рокитникова жовтянка (Colias myrmidone), представники котрого живляться листками зіноваті руської.

Обидва види — посередні пізньовесняні медоноси, що дають підтримуючий взяток. Бджоли збирають з них нектар і пилок. У районах масового поширення мають практичне значення для бджільництва.
У народній медицині листки і плоди зіноваті руської використовують як в'яжучий засіб.
 3іновать руська отруйна рослина, містить алкалоїд цитизин (до 0,7 %). Отруйні в неї як надземні, так і підземні частини, при висушуванні токсичність не втрачається.
Нею отруюються велика рогата худоба, свині й кури при відсутності інших доброякісних кормових рослин.